# Oswald Susset

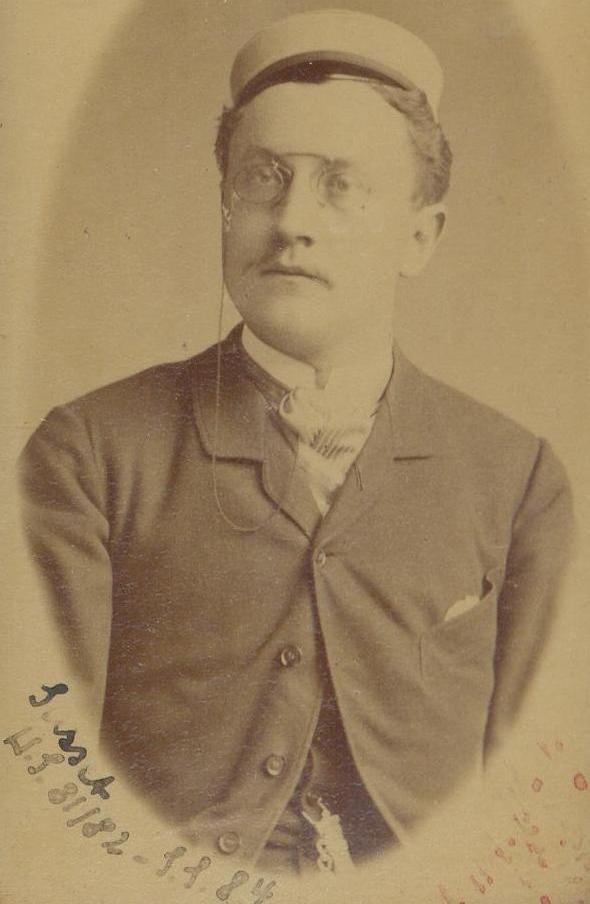
Oswald Susset als Schotte

Karl Oswald Susset (* 4. August 1860 in Wimmental; † Juli 1945 in Herrenberg) war ein württembergischer Oberamtmann und Regierungsrat.

## Leben
Susset entstammte einer seit Beginn des 19. Jahrhunderts in der Lokalpolitik engagierten Wimmentaler Familie, die mehrere Gemeinderäte, Schultheißen und Bürgermeister stellte. Sein Vater Franz Ludwig Susset war von 1876 bis zu seinem Tod 1882 Wimmentaler Schultheiß, sein Neffe Eugen Richard Susset war von 1935 bis 1945 und erneut von 1946 bis zu seinem Tod 1953 Bürgermeister Wimmentals. Die Söhne eines anderen Neffen, Oswald Johann Susset, wurden später Bundestagsabgeordneter (Egon Susset, 1929–2013) und Landrat (Franz Susset, 1932–2023).
Oswald Susset legte am humanistischen Karlsgymnasium in Heilbronn das Abitur ab. Zum Wintersemester 1881/1882 nahm er das Studium der Regiminalwissenschaften an der Universität Tübingen auf und renoncierte bei der Landsmannschaft Schottland. Nach dem Ablegen der zweiten höheren Dienstprüfung 1889 wurde er für befähigt erkannt und zu Regierungsreferendären II. Klasse bestellt. Es folgten Stationen als stellvertretender Amtmann in den Oberämtern Schorndorf, Neresheim, Göppingen, Calw und Münsingen sowie als Amtmann in den Oberämtern Biberach und Ravensburg.
Nach weiteren Stationen in Ministerien und Kreisregierungen kam er 1907 als Oberamtmann an das Oberamt Herrenberg. Von 1915 bis 1919 hatte er die gleiche Funktion im Oberamt Backnang inne. Von 1919 bis 1924 war Susset schließlich Regierungsrat bei der Regierung des Donaukreises in Ulm.

## Auszeichnungen
Oswald Susset wurde mit der Karl-Olga-Medaille in Silber ausgezeichnet.